# Typhogenes
Typhogenes é um gênero de mariposa pertencente à família Acrolepiidae.